# Messier 26
Cụm sao mở M26 (còn gọi là Messier 26 hay NGC 6694) là cụm sao mở trong chòm sao Thuẫn Bài. Charles Messier phát hiện ra nó vào năm 1764.
M26 có đường kính khoảng 22 năm ánh sáng và cách Trái Đất 5.000 năm ánh sáng. Ngôi sao sáng nhất trong cụm có cấp sao 11,9 và tuổi của cụm này được tính toán vào khoảng 89 triệu năm. Một đặc điểm thú vị của M26 là vùng sao mật độ thấp gần lõi của cụm, có thể nó bị che khuất bởi vật chất liên sao giữa Trái Đất và cụm sao.